# 제23회 금마장
제23회 금마장의 시상식에 관한 내용이다.

## 수상 및 후보

### 작품상
- 공포분자 - 에드워드 양 수상

### 감독상
- 최애 - 실비아 창 수상

### 남우주연상
- 적룡 수상

### 여우주연상
- 최애 - 실비아 창 수상

### 남우조연상
- 진패 수상

### 여우조연상
- 최애 - 무건인 수상